# Timrå IK
Der Timrå IK, Red Eagles, ist ein schwedischer Eishockeyverein aus dem Ort Timrå. Die Männermannschaft spielt seit 2021 erneut in der höchsten Spielklasse, der Svenska Hockeyligan. Anfänglich hatte der Verein auch eine Sektion im Fußball, die 1978 abgekoppelt wurde und zum IFK Timrå wurde. Seine Heimspiele trägt der Eishockeyclub in der 5.800 Zuschauer fassenden SCA Arena aus.

## Geschichte

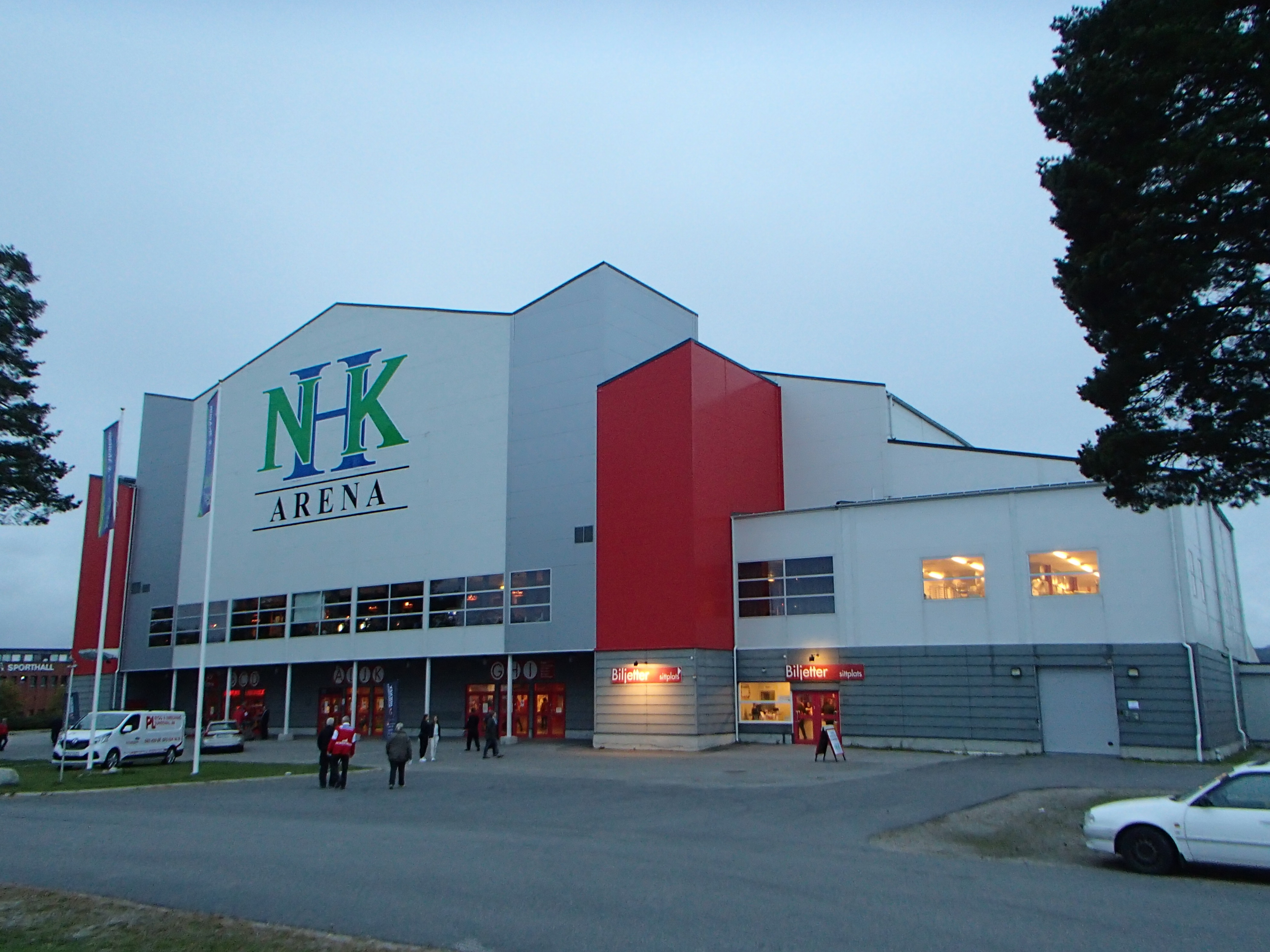
Die NHC Arena, Heimspielort der Red Eagles

Der Sportverein wurde am 11. Mai 1928 mit dem Namen Wifstavarnas IK gegründet und hatte seit 1938 eine Sektion im Eishockey. 1942 vereinigte sich der Verein mit einem anderen Club aus demselben Ort und erreichte 1956 die höchste Spielklasse. 1964 schloss sich ein weiterer Verein an und zwei Jahre später erfolgte der Namenswechsel zu Timrå IK.
Zum Anfang der 1970er Jahre erspielte sich die Mannschaft vordere Platzierungen in der Meisterschaft, doch bei der Etablierung der Elitserien als höchste Spielklasse 1975 stieg der Verein ab. Lange Zeit war man hauptsächlich in der zweiten Liga und konnte nur gelegentlich für jeweils ein Jahr aufsteigen. Zu Beginn der 1990er Jahre wurde deswegen ein Versuch gestartet, den Club mit dem Verein Sundsvall Hockey zu vereinigen. Da keine nennenswerten Fortschritte erzielt wurden, trennten sich die Mannschaften wieder.
Ab 1995 begann sich der Verein zu steigern und in der Saison 1999/2000 glückte der Aufstieg in die höchste Spielklasse. Die größten Erfolge in letzter Zeit waren das zweimalige Erreichen des Halbfinales für die schwedische Meisterschaft. Nach vierzehn Jahren in der Erstklassigkeit musste die Mannschaft 2013 in die zweitklassige HockeyAllsvenskan absteigen. Am Ende der Saison 2017/18 qualifizierte man sich für die Relegation zur höchsten Liga SHL und besiegt in dieser Karlskrona HK, so dass Timrå in der Saison 2018/19 wieder in der schwedischen Eliteliga spielte. 2019 folgte der erneute Abstieg in die Allsvenskan.
Mit dem Meistertitel in der Saison 2020/21 schaffte der Timrå IK 2021 erneut den Aufstieg in die höchste Spielklasse.

## Bekannte Spieler

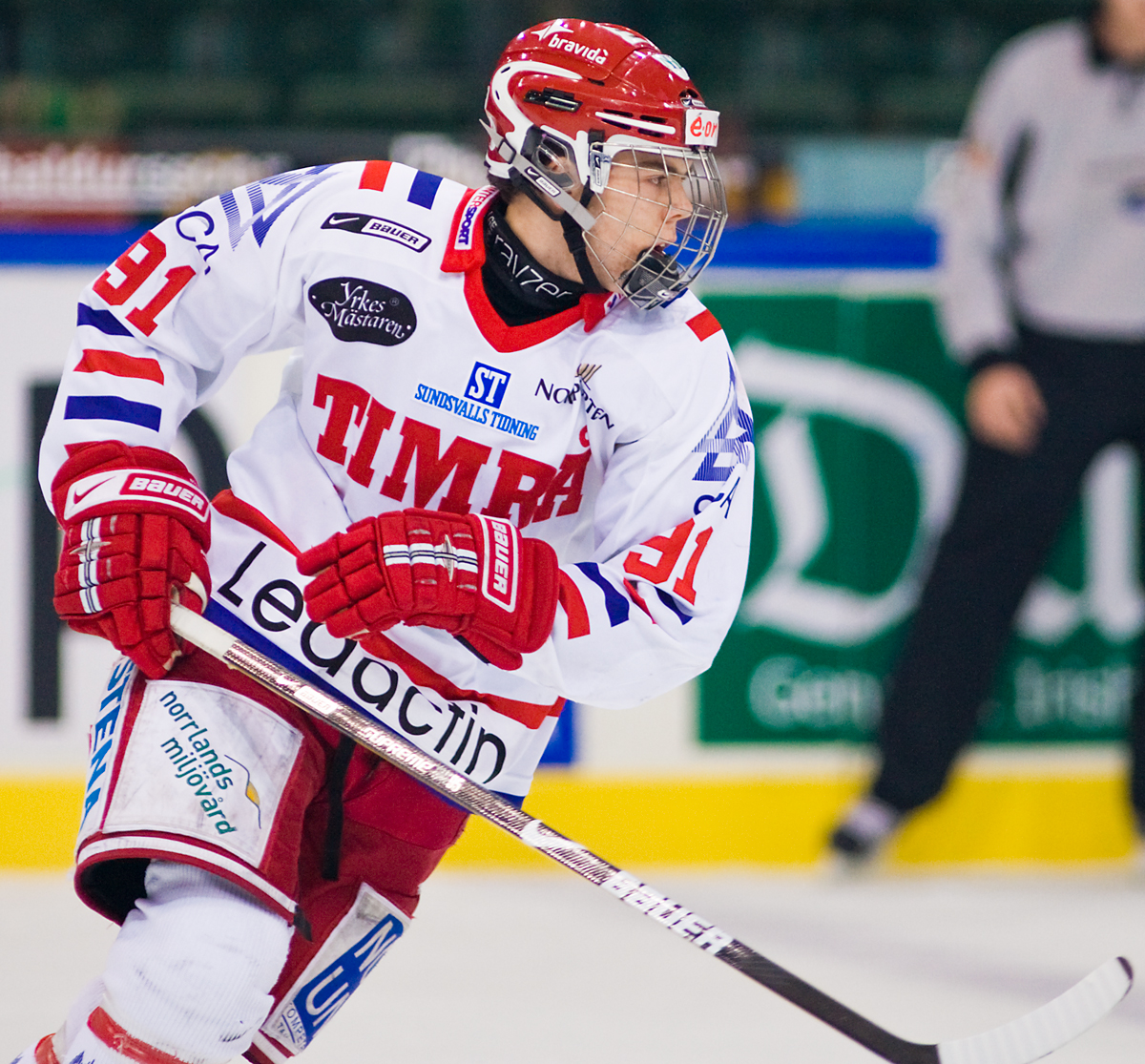
Magnus Pääjärvi-Svensson (2008)

- Andreas Borgman
- Linus Fagemo
- Corey Hirsch
- Miikka Kiprusoff
- Fredrik Modin
- Mats Näslund
- Frans Nielsen
- Magnus Pääjärvi-Svensson
- Elias Pettersson
- Anton Strålman
- Henrik Zetterberg